# Irreligiosità

L'irreligione è nel 2005 la quarta "credenza" maggiore presente nel mondo, con l'11,92% della popolazione globale (nel grafico il settore di colore arancione).

Il termine irreligiosità o irreligione (da non confondere con laicità) indica genericamente l'assenza di religione, la mancanza di religiosità o indifferenza verso di essa, oppure il rifiuto o l'ostilità nei confronti d'ogni sua forma.
L'irreligiosità può includere anche alcune forme di teismo a seconda del contesto storico-religioso su cui viene definito, com'è avvenuto ad esempio nel XVIII secolo in Europa, quando l'epitome dell'irreligiosità era il deismo contrario cioè alla gerarchia religiosa ed ecclesiale ufficiale.
Nell'Asia orientale contemporanea il termine condiviso significa "irreligione" o "nessuna religione" (無 宗教, pron. cinese wú zōngjiào, pron. shūkyō), con cui la maggioranza delle popolazioni di quell'area geografica si identifica, implica la non appartenenza ad una delle religioni istituzionali (come il buddhismo e il cristianesimo) e non necessariamente la non credenza nelle religioni tradizionali rappresentate collettivamente dallo Shendao (la religione popolare cinese) e dallo Shintoismo del Giappone (entrambi significano "modi/direzioni degli Dei").

## Definizione
Irreligiosità, nella sua accezione più ampia, designa tutte le opinioni filosofiche ed etiche che rifiutano il principio di qualunque credenza soprannaturale o paranormale, adorazione di una o più divinità, pratica spirituale e/o culto. Il termine comprende diverse correnti di pensiero, ognuna differente dalle altre: ateismo, agnosticismo, deismo, panteismo, scetticismo filosofico, libero pensiero, laicismo e altre ancora.
Quando caratterizzata da un rifiuto deciso di una qualsiasi fede, l'irreligiosità include l'ateismo e l'umanesimo secolare (cfr. secolarismo); quando è invece caratterizzata da un'ostilità verso la forma religiosa include l'antiteismo, l'anticlericalismo e l'opposizione antireligiosa; quando infine è caratterizzata da semplice indifferenza può includere l'apateismo. Se invece si caratterizza come assenza di credenza religiosa, può includere anche l'agnosticismo, l'ignosticismo ed il nonteismo, oltre allo scetticismo filosofico ed al libero pensiero.
Il "Pew global report" del 2010 ha osservato che molti di coloro che si considerano non-religiosi mantengono comunque qualche credenza di tipo spirituale; mentre la maggioranza degli irreligiosi proviene dal continente asiatico e dall'Oceania. Secondo altre fonti è stato stimato che almeno il 40-50% delle persone auto-definitesi irreligiose mantengono una qualche fede in almeno una divinità, essere supremo od in un qualche potere di tipo superiore a quello semplicemente umano.
Secondo lo studio globale del 2012 del Pew Research Center condotto su 230 paesi e territori, il 16% della popolazione mondiale non è affiliata ad alcuna religione; entro il 2060, secondo le loro proiezioni, il numero di persone non affiliate aumenterà di oltre 35 milioni, ma la percentuale diminuirà al 13% in quanto la popolazione totale crescerà più velocemente.
Secondo studi interculturali si prevede infine che il secolarismo diminuirà nel corso di tutto il XXI secolo poiché la religione e la fertilità sono collegate positivamente, mentre la laicità e la fertilità lo sono negativamente.
Un sondaggio del 2015 ha rilevato che il 33% della popolazione mondiale non sono religiosi e tra il 2005 e il 2012 la religiosità in generale nell'intero pianeta è diminuita di ben 9 punti percentuali.

## Tipologie di irreligiosità
- L'umanesimo secolare abbraccia la ragione umana, l'etica, la giustizia sociale e il Naturalismo filosofico, rifiutando specificamente il dogma religioso, il soprannaturale, la pseudoscienza e la superstizione come basi della moralità e del processo decisionale. Esso inoltre afferma che gli esseri umani sono capaci di essere etici e morali anche senza la necessità di un supporto religioso o di un qualche dio.
- Il libero pensatore ritiene che le posizioni riguardanti la verità dovrebbero essere formate sulla base della logica, della ragione e dell'empirismo, piuttosto che dall'autorità, dalla tradizione, dalla rivelazione o da altri dogmi. In particolare, il libero pensiero è fortemente legato al rifiuto del credo religioso tradizionale.
- Lo "Spirituale ma non religioso" rifiuta la religione organizzata come il solo o il più prezioso mezzo per favorire la crescita spirituale; in contrasto con la religione la spiritualità è stata spesso associata alla vita interiore dell'individuo.
- Il noncognitivismo teologico è l'argomento secondo il quale il linguaggio religioso - in particolare parole come "Dio" - non sono cognitivamente significative. A volte è considerato come sinonimo di ignoranza.
- L'antireligione infine è l'opposizione alla religione di qualsiasi tipo; può descrivere l'opposizione alla religione organizzata, alle pratiche religiose, alle istituzioni religiose o alle forme specifiche di culto o pratica soprannaturale, organizzate o meno.

## Diritti umani
Nel 1993, la "commissione per i diritti umani dell'Organizzazione delle Nazioni Unite dichiarò che l'Art. 18 della Convenzione Internazionale sui Diritti Civili e Politici "protegge le credenze teistiche, non teiste e atee, nonché il diritto a non professare alcuna religione o credo".
Il comitato ha inoltre affermato che "la libertà di avere o di adottare una religione o convinzione implica necessariamente la libertà di scegliere una religione o un credo, incluso il diritto di sostituire la propria religione o convinzione corrente con un'altra o di adottare visioni ateiste". I firmatari della convenzione sono esclusi dall'"uso della minaccia della forza fisica o delle sanzioni penali per costringere i credenti o i non credenti" a ritrattare le proprie convinzioni o convertirsi.
La maggior parte delle democrazie occidentali proteggono la libertà religiosa ed è pertanto in gran parte largamente sottinteso nei rispettivi ordinamenti giuridici che a coloro che non credono o non osservano fedelmente una qualche dottrina di fede viene concessa la libertà di pensiero; tuttavia, alcune costituzioni nazionali proteggono esplicitamente il diritto di non credere a qualsivoglia religione.
Una nota eccezione all'ambiguità, che autorizza esplicitamente la non religione, è l'art 36 della Costituzione della Repubblica Popolare Cinese, così com'è stato stilato nel 1982, il quale afferma che "nessun organo statale, ente pubblico o individuo può costringere i cittadini a credere o meno in una qualsiasi religione, né possono venir discriminati per la loro credenza o incredulità. L'art 46 della costituzione cinese datata 1978 era ancora più esplicito, dichiarando che "i cittadini godono della libertà di credere nella religione e della libertà di non credere e di dichiarare e propagare l'ateismo"

## Aconfessionalità
Una persona o un'organizzazione non confessionale non è limitata a una confessione religiosa particolare. Il termine è stato usato nel contesto di varie fedi tra cui il Giainismo, la fede Bahá'í, lo Zoroastrismo, gli Unitariani universalisti, il Paganesimo, il Cristianesimo, l'Islam, l'Ebraismo, l'Induismo, il Buddhismo e la Wicca. Esso risulta essere pertanto in netto contrasto con una qualsiasi denominazione religiosa specifica.

## Demografia
Sebbene 11 paesi elencati di seguito abbiano maggioranze non religiose, ciò non significa che la maggior parte delle popolazioni di questi paesi non appartengano a nessun gruppo religioso; ad esempio il 68% della popolazione svedese appartiene alla Chiesa di Svezia, mentre il 59% degli Albanesi si dichiara musulmano. Inoltre, sebbene i paesi scandinavi abbiano tra le più alte misure di non-religiosità e persino di ateismo in Europa, il 47% degli atei che vivono in quei paesi sono ancora membri delle Chiese nazionali.
Uno studio di proiezione globale Pew del 2015 per religione e non-religione, prevede che tra il 2010 e il 2050 ci saranno alcuni primi aumenti dei non affiliati seguiti da un declino entro il 2050 a causa della diminuzione dei tassi di fertilità globale tra questi dati demografici. Gli studi globali dell'ateismo condotti dal professore di sociologia Phil Zuckerman hanno indicato che l'ateismo globale potrebbe essere in declino a causa dei paesi irreligiosi con i tassi di natalità più bassi al mondo e dei paesi religiosi che hanno tassi di natalità più elevati nella generalità dei casi.
Secondo lo studio globale condotto nel 2012 da Pew Research Center su 230 paesi e territori il 16% della popolazione mondiale non è affiliata a una religione, mentre l'84% lo è; secondo un rapporto del "Worldwide Independent Network/Gallup International Association" (WIN/GIA) del 2012 su un sondaggio statistico svolto in 57 paesi ha riportato che il 59% della popolazione mondiale è identificata come persona religiosa, il 23% come non religioso, il 13% come "convinto ateo" e in più anche una diminuzione del 9% nell'identificazione "religiosa" rispetto alla media del 2005 dedotta su 39 paesi.
Il loro rapporto di follow-up, basato su un sondaggio nel 2015, ha rilevato che il 63% del globo viene identificato come persona religiosa, il 22% come non religioso, e l'11% come "convinto ateo". Il loro rapporto del 2017 ha rilevato che il 62% del globo si è identificato come persona religiosa, il 25% come non religioso, e il 9% come "convinto ateo".
Tuttavia i ricercatori hanno consigliato cautela con i dati di WIN / Gallup International poiché altri sondaggi che usano la stessa formulazione hanno condotto molte ricerche lunghe decenni e hanno una dimensione di campionatura maggiore, come ad esempio il "World Values Survey"; hanno quindi costantemente raggiunto cifre più basse per il numero di atei in tutto il mondo.
Essere non religiosi non equivale necessariamente a essere ateo o agnostico; lo studio globale del Pew Research Center del 2012 ha rilevato che molti dei non religiosi hanno effettivamente alcune credenze religiose. Ad esempio hanno osservato che "la credenza in Dio o in un potere superiore è condivisa dal 7% degli adulti non-cinesi, dal 30% degli adulti non affiliati francesi e dal 68% degli adulti statunitensi non affiliati".
Al di fuori dalla popolazione non religiosa globale il 76% dei residenti sono in Asia e nella regione dell'Oceano Pacifico, mentre i restanti risiedono in Europa (12%), America del Nord (5%), America Latina e Caraibi (4%), Africa subsahariana (2%) e Medio Oriente e Nordafrica (meno dell'1%).
Il termine non è talvolta usato negli Stati Uniti d'America per riferirsi a coloro che non sono affiliati a nessuna religione organizzata; questo uso deriva da indagini sull'appartenenza religiosa, in cui "Nessuno" (o "Nessuno dei precedenti") è in genere l'ultima scelta. Dato che questo status si riferisce alla mancanza di affiliazione organizzativa piuttosto che alla mancanza di convinzioni personali è un concetto più specifico dell'irreligione.
Un sondaggio di Gallup (compagnis) del 2015 ha concluso che negli Stati Uniti i "non" erano l'unico gruppo "religioso" che stava crescendo come % della popolazione.

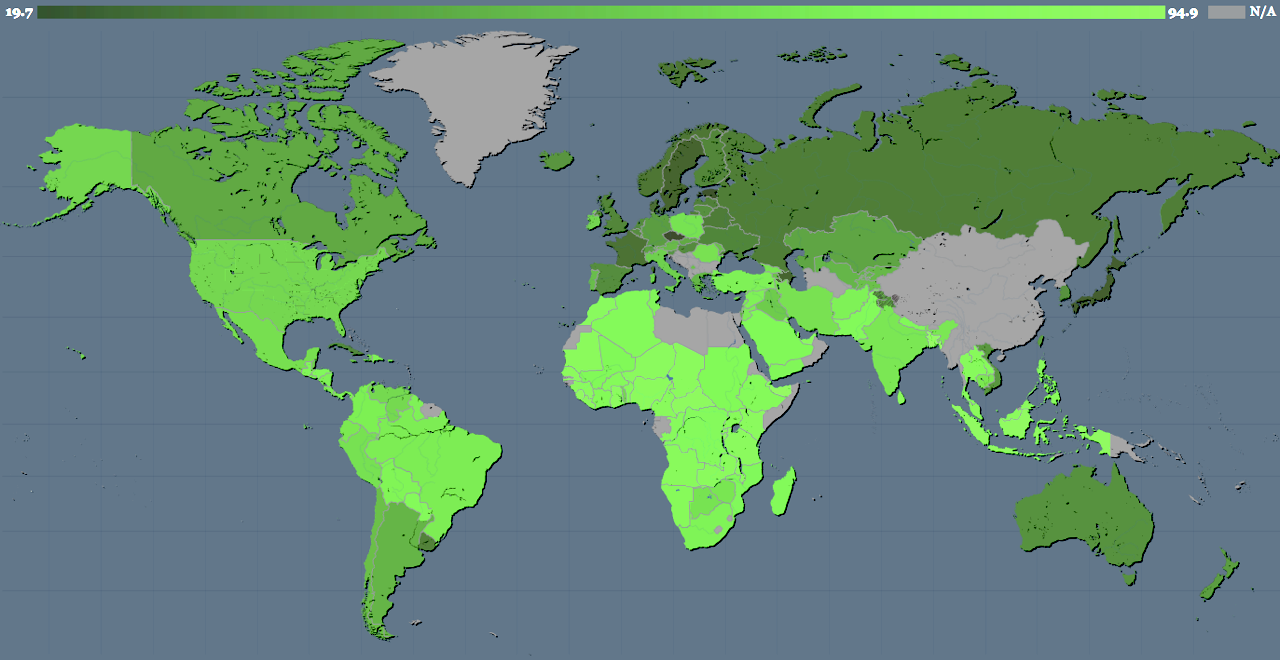
Indice Gallup di religiosità 2009 (il colore verde più chiaro indica la religiosità, quello più scuro l'irreligiosità; per i paesi segnati in grigio i dati non sono disponibili)

La tabella seguente ordina in percentuale, dal più alto al più basso, con popolazione non-religiosa: anche se poi tra i primi 11 paesi elencati che indicano aver la maggioranza della popolazione irreligiosa, ciò non significa necessariamente che gli abitanti di queste nazioni non appartengano ad alcun gruppo religioso.
| Nazione       | % della popolazione che si dichiara non-religiosa | Data e fonte         |
| ------------- | ------------------------------------------------- | -------------------- |
| Rep. Ceca     | 75                                                | [ 40 ]               |
| Estonia       | 70                                                | [ 41 ]               |
| Paesi Bassi   | 68                                                | [ 42 ]               |
| Vietnam       | 63                                                | [ 41 ] [ 43 ]        |
| Danimarca     | 61                                                | [ 41 ]               |
| Germania      | 59                                                | [ 44 ]               |
| Svezia        | 54                                                | [ 41 ]               |
| Albania       | 52                                                | [ 15 ] [ 45 ] [ 46 ] |
| Giappone      | 52                                                | [ 41 ]               |
| Azerbaigian   | 51                                                | [ 47 ]               |
| Cina          | 51                                                | [ 39 ] [ 41 ] [ 43 ] |
| Uruguay       | 47                                                | [ 48 ]               |
| Francia       | 44                                                | [ 41 ]               |
| Cuba          | 44                                                | [ 49 ]               |
| Russia        | 44                                                | [ 43 ]               |
| Bielorussia   | 44                                                | [ 43 ]               |
| Corea del Sud | 43                                                | [ 43 ] [ 50 ]        |
| Finlandia     | 43                                                | [ 41 ]               |
| Ungheria      | 43                                                | [ 43 ]               |
| Islanda       | 42                                                | [ 51 ]               |
| Nuova Zelanda | 42                                                | [ 52 ]               |
| Lettonia      | 41                                                | [ 43 ]               |
| Cile          | 38                                                | [ 53 ]               |
| Regno Unito   | 38                                                | [ 54 ] [ 55 ]        |
| Belgio        | 35                                                | [ 43 ]               |
| Australia     | 30                                                | [ 56 ]               |
| Lussemburgo   | 30                                                | [ 43 ]               |
| Slovenia      | 30                                                | [ 43 ]               |
| Spagna        | 29                                                | [ 57 ]               |
| Svizzera      | 24                                                | [ 58 ]               |
| Canada        | 24                                                | [ 59 ]               |
| Slovacchia    | 23                                                | [ 43 ]               |
| Stati Uniti   | 23                                                | [ 60 ]               |
| Argentina     | 21                                                | [ 61 ]               |
| Botswana      | 21                                                | [ 62 ]               |
| Giamaica      | 21                                                | [ 63 ]               |
| Lituania      | 19                                                | [ 43 ]               |
| El Salvador   | 19                                                | [ 64 ]               |
| Singapore     | 19                                                | [ 65 ]               |
| Italia        | 18                                                | [ 43 ]               |
| Ucraina       | 16                                                | [ 66 ]               |
| Nicaragua     | 16                                                | [ 67 ]               |
| Belize        | 16                                                | [ 68 ]               |
| Sudafrica     | 15                                                | [ 69 ]               |
| Croazia       | 13                                                | [ 43 ]               |
| Guatemala     | 13                                                | [ 70 ]               |
| Austria       | 12                                                | [ 43 ]               |
| Portogallo    | 11                                                | [ 43 ]               |
| Costa Rica    | 11                                                | [ 71 ]               |
| Bulgaria      | 11                                                | [ 43 ]               |
| Filippine     | 11                                                | [ 43 ]               |
| Colombia      | 11                                                | [ 72 ]               |
| Suriname      | 10                                                | [ 73 ]               |
| Honduras      | 9                                                 | [ 72 ]               |
| Brasile       | 8                                                 | [ 74 ]               |
| Ecuador       | 8                                                 | [ 75 ]               |
| Perù          | 8                                                 | [ 76 ]               |
| Irlanda       | 7                                                 | [ 77 ]               |
| Messico       | 7                                                 | [ 72 ]               |
| India         | 7                                                 | [ 43 ]               |
| Venezuela     | 6                                                 | [ 72 ]               |
| Serbia        | 6                                                 | [ 43 ]               |
| Polonia       | 5                                                 | [ 43 ]               |
| Bolivia       | 5                                                 | [ 78 ]               |
| Grecia        | 4                                                 | [ 43 ]               |
| Montenegro    | 3                                                 | [ 79 ]               |
| Panama        | 3                                                 | [ 80 ]               |
| Turchia       | 3                                                 | [ 43 ]               |
| Romania       | 2                                                 | [ 43 ]               |
| Porto Rico    | 2                                                 | [ 43 ]               |
| Tanzania      | 2                                                 | [ 43 ]               |
| Paraguay      | 2                                                 | [ 81 ]               |
| Malta         | 1                                                 | [ 43 ]               |
| Iran          | 1                                                 | [ 43 ]               |
| Uganda        | 1                                                 | [ 43 ]               |
| Nigeria       | 1                                                 | [ 43 ]               |
| Thailandia    | 1                                                 | [ 82 ]               |
| Bangladesh    | 1                                                 | [ 43 ]               |